# Gualter Salles
Gualter Salles (Niterói, 28 de setembro de 1970) é um ex-automobilista brasileiro.

## Trajetória no automobilismo

### Kart, passagem pela Europa, na Indy Lights e na CART
Deu seus primeiros passos no automobilismo em 1987, pilotando karts. Depois, já nos monopostos correu em categorias europeias de pequeno porte e passou ainda pela Indy Lights nos EUA.
Entre 1997 e 2000, competiu regularmente na CART (futura Champ Car), pelas equipes Davis Racing, Payton/Coyne, Bettenhausen All-American Racers e Dale Coyne, fazendo uma pausa na carreira em 2001.
Retornou à CART, já em seus últimos momentos com tal denominação, em 2003, pela mesma Dale Coyne. Por esta equipe, Gualter obteve seu melhor resultado na categoria: um sexto lugar na etapa da Austrália, sua última corrida pela CART, que passaria a se denominar Champ Car no ano seguinte.

### IRL
Em 1999, Gualter Salles disputou sua única corrida na IRL (atual IndyCar Series), pela equipe Tri-Star Motorsports. Foi no GP da Walt Disney World, onde terminou em vigésimo-terceiro lugar.

### Stock Car
Em 2003, Gualter tornou-se piloto e dono de sua própria equipe na Stock Car Brasil, um ano depois de chegar à categoria, pela qual competiu até 2007, ano de sua aposentadoria como piloto.

### Sustos
Em seis temporadas de Stock Car, Gualter sofreu dois acidentes graves: um em Campo Grande, onde seu carro rodou na largada e atropelou um fotógrafo que estava em posição não-permitida. Ao ver o fotógrafo morto, chorou.
Outro acidente - o mais grave de sua carreira - aconteceu em Buenos Aires, em 2006: seu carro rodou, e ao ser catapultado por uma saliência no gramado, capotou tão violentamente que se desintegrou no mesmo instante, caindo logo depois em uma vala. Apesar da violência do acidente, ele escapou apenas com um braço machucado.

### Resultados

#### CART
| Ano  | Equipe              | Chassi      | Motor                    | 1       | 2       | 3       | 4       | 5       | 6      | 7       | 8       | 9       | 10      | 11      | 12      | 13      | 14      | 15      | 16   | 17     | 18    | 19     | 20  | Posição | Pontos |
| ---- | ------------------- | ----------- | ------------------------ | ------- | ------- | ------- | ------- | ------- | ------ | ------- | ------- | ------- | ------- | ------- | ------- | ------- | ------- | ------- | ---- | ------ | ----- | ------ | --- | ------- | ------ |
| 1997 | Davis Racing        | Reynard 97i | Ford XD V8t              | MIA 15  | SRF Ret | LBH Ret | NZR Ret | RIO Ret | STL 12 | MIL Ret | DET Ret | POR Ret | CLE 19  | TOR 18  | MIS 10  | MDO Ret | ROA 13  | VAN Ret | LS 7 | FON 14 |       |        |     | 20th    | 10     |
| 1998 | Payton/Coyne Racing | Reynard 98i | Ford XD V8t              | MIA     | MOT 12  | LBH 13  | NZR     | RIO Ret | STL    | MIL     | DET     | POR     | CLE     | TOR Ret | MIS     | MDO Ret | ROA Ret | VAN     | LS   | HOU    | SRF   | FON    |     | 28th    | 1      |
| 1999 | Payton/Coyne Racing | Reynard 98i | Ford XD V8t              | MIA     | MOT     | LBH Ret | NZR     |         |        |         |         |         |         |         |         |         |         |         |      |        |       |        |     | 26th    | 5      |
| 1999 | Bettenhausen Racing | Reynard 98i | Mercedes-Benz IC108E V8t |         |         |         |         | RIO 17  | STL    | MIL     |         |         |         |         |         |         |         |         |      |        |       | SRF 10 | FON | 26th    | 5      |
| 1999 | All American Racers | Eagle 997   | Toyota RV8D V8t          |         |         |         |         |         |        |         | POR Ret | CLE 13  | ROA Ret | TOR Ret | MIS Ret | DET 11  | MDO 18  | CHI     | VAN  | LS     | HOU   |        |     | 26th    | 5      |
| 2000 | Dale Coyne Racing   | Lola B2K/00 | Ford XF V8t              | MIA Ret | LBH Ret | RIO Ret | MOT     | NZR Rpl | MIL    | DET     | POR     | CLE     | TOR     | MIS     | CHI Ret | MDO Ret | ROA Ret | VAN     | LS   | STL    | HOU   | SRF    | FON | 30th    | 0      |
| 2003 | Dale Coyne Racing   | Lola B02/00 | Ford XFE V8t             | STP     | MTY     | LBH     | BRH     | LAU     | MIL 13 | LS      | POR 18  | CLE 17  | TOR     | VAN DNS | ROA 11  | MDO 17  | MTL 12  | DEN 18  | MIA  | MXC 15 | SRF 6 | FON NH |     | 19th    | 11     |

## Trajetória no pôquer
Atuou como jogador profissional de pôquer, participando de torneios on-line e torneios ao vivo no Brasil e pelo mundo.
Em 2012, depois de cinco anos como profissional do Team PokerStars, Salles anunciou o seu desligamento para manter o foco totalmente na sua equipe da Stock Car. 

### Principais resultados
| Ano  | Local          | Torneio                                                   | Entrada (Buy-in) | Posição | Prêmio   |
| ---- | -------------- | --------------------------------------------------------- | ---------------- | ------- | -------- |
| 2010 | Torneio Online | PokerStars: WCOOP 2nd Chance 62: No Limit Hold'em         | $1.050           | 2º      | $103.480 |
| 2008 | Estados Unidos | Doyle Brunson Five Diamond World Poker - No Limit Hold'em | $5.000           | 5º      | $64.485  |
| 2010 | Estados Unidos | WSOP - Main Event - No Limit Hold'em                      | $10.000          | 117º    | $57.102  |
| 2009 | Estados Unidos | WSOP - Event 24 - No Limit Hold'em                        | $1.500           | 12º     | $51.755  |
| 2008 | Londres        | EPT - Main Event - No Limit Hold'em                       | £5.200           | 14º     | $47.795  |